# Sabia sumatrana
Sabia sumatrana är en tvåhjärtbladig växtart som beskrevs av Carl Ludwig von Blume. Sabia sumatrana ingår i släktet Sabia och familjen Sabiaceae. Inga underarter finns listade.